# Dora Ferreira da Silva
Dora Ferreira da Silva (Conchas, 1º de julho de 1918 — São Paulo, 6 de abril de 2006) foi uma poeta e tradutora brasileira.

## Carreira
Por sua obra poética, iniciada com o livro Andanças, de 1970, ganhou três vezes o Prêmio Jabuti e também em 1999 o Prêmio Machado de Assis, da Academia Brasileira de Letras.
Traduziu autores como Rainer Maria Rilke e Carl Gustav Jung, de quem foi a primeira tradutora no Brasil.
Nos anos 1960 fundou e dirigiu ao lado do marido, o filósofo Vicente Ferreira da Silva, a revista Diálogo. No final da década de 1970, criou a revista Cavalo Azul. Em 2003 fundou o Centro de Estudos Cavalo Azul, que teve como participantes Cláudio Willer e Rodrigo Petrônio.
Seu acervo pessoal está sob tutela do Instituto Moreira Salles.

## Traduções de Dora Ferreira da Silva
- Elegias de Duino, de Rainer Maria Rilke (Edição da autora, 1956);
- Memórias, sonhos e reflexões, de Carl Gustav Jung (Nova Fronteira, 1945);
- A poesia mística de San Juan de la Cruz (Cultrix, 1952);
- Ângelus Silesius (T.A. Queiroz, 1968), em colaboração com Hubert Lepargneur;
- Vida de Maria, de Rainer Maria Rilke (Vozes, 1944).

## Obras da autora
- Andanças (Edição da autora, 1970 - Prêmio Jacaré);
- Uma via de ver as coisas (Editora Duas Cidades, 1973);
- Menina e seu mundo (Massao Ohno, 1976);
- Jardins (Esconderijos) (Edição da autora, 1979);
- Talhamar (Massao Ohno, 1982);
- Tauler e Jung (Paulus, 1987), em colaboração com Hubert Lepargneur;
- Retratos da origem (Roswhita Kempf, 1988);
- Poemas da estrangeira (Massao Ohno, 1996 - Prêmio Jabuti);
- Poemas em fuga (Massao Ohno, 1997);
- Poesia Reunida (Topbooks, 1999 - Prêmio ABL de Poesia);
- Cartografia do Imaginário (T.A. Queiroz, 2003);
- Hídrias (Odysseus, 2005 - Prêmio Jabuti);
- O Leque (IMS, 2007);
- Appassionata (IMS, 2008);
- Transpoemas (IMS, 2009).